# Sonic the Hedgehog 4: Episode I
Sonic the Hedgehog 4: Episode I (ソニック・ザ・ヘッジホッグ4フォー エピソードIワン, Sonikku za hejjihoggu Fō: Episōdo Wan) é jogo da série Sonic the Hedgehog. Seu lançamento ocorreu dia 7 de outubro de 2010 para PlayStation 3, Xbox 360, Wii, iPhone e iPod Touch. E Relançado dia 19 de janeiro de 2012 para PC na Steam. Anunciado pela primeira vez em 8 de setembro de 2009, teve seu nome oficial revelado em 4 de fevereiro de 2010. O jogo é uma continuação direta do jogo Sonic & Knuckles. O jogo é compatível com os sistemas de controle por movimento no Wii e PlayStation 3.

## Enredo
A história passa-se após a destruição do Death Egg. Dr. Eggman sobreviveu e está disposto a fazer de tudo para se livrar duma vez do Sonic, então ele usa as suas melhores criações. Sonic pede a Tails e Knuckles para não intervirem e diz que poderá encarregar-se do vilão.